# Systoloneura
Systoloneura là một chi bướm đêm thuộc họ Gracillariidae.

## Các loài
- Systoloneura geometropis (Meyrick, 1936)
- Systoloneura randiae Vári, 1961